# 约翰·巴比罗利
約翰·巴比羅利爵士，CH（英語：Sir John Barbirolli，1899年12月2日—1970年7月29日），原名喬瓦尼·巴蒂斯塔·巴比羅利，英國指揮家，大提琴演奏家。
曾作为托斯卡尼尼的继任者，于1937－1943年担任纽约爱乐乐团的音乐指导、常任指挥；1943年起担任哈雷管弦乐团首席指挥，使其免遭解散；1961-1967年任休斯顿交响乐团的首席指挥。他还是多个乐团的客座指挥，包括BBC交响乐团、伦敦交响乐团，愛樂管弦樂團，柏林爱乐乐团和维也纳爱乐乐团，且录制了大量唱片。
巴比羅利為人熟知，因為他能在短時間的通知內準備，確保演出水準。1930年代，他與倫敦交響管弦樂團和愛樂管弦樂團錄製了很多作品，並和弗里茨·克莱斯勒、雅沙·海菲茨和阿图尔·鲁宾斯坦等傑出獨奏家合作，指揮樂團伴奏協奏曲。他的很多演出錄音至今仍是經典。
无论是在音乐厅还是在唱片中，巴比罗利都与英国作曲家的音乐有着特别的联系，如埃尔加、戴留斯和沃恩·威廉斯。他对马勒和西贝柳斯等其他晚期浪漫主义作曲家，及舒伯特等古典主义作曲家的诠释，也受到推崇。

## 生平

### 早年
巴比羅利出生在倫敦霍本南安普敦街的音樂家庭，原名喬瓦尼·巴蒂斯塔·巴比羅利（Giovanni Battista Barbirolli）。他的父亲洛伦佐·巴比罗利（Lorenzo Barbirolli，1864–1929）是一位威尼斯小提琴家，母亲路易丝·玛丽（Louise Marie，1870–1962）是法国人。父親和叔叔都在萊斯特廣場帝國劇院（Leicester Square Empire）等歌劇院的交響樂團當小提琴手，也曾經由指揮托斯卡尼尼帶領在米蘭的斯卡拉劇院演出。年輕的巴比羅利，就這樣注定了要成為提琴手，英國音樂專家，和意大利歌劇愛好者。
巴比罗利从四岁开始拉小提琴，但很快就改成了大提琴。他自1910年在圣克莱门特丹麦学校学习，同时在三一音乐学院学习。他于1911年在女王音乐厅的一场大提琴音乐会上首次演出。次年，他获得皇家音乐学院的奖学金，并于1912年至1916年在此学习，随J. B. McEwen学习和声、对位和音乐理论，随赫伯特·瓦伦学习大提琴。1914年，他参加合奏演出获得学院的查尔斯·鲁布奖，1916年，《音乐时报》将他称为“杰出的年轻大提琴演奏家乔瓦尼·巴比罗利先生”当时，音乐学院院长亚历山大·麦肯齐认为拉威尔的室内乐会带来“有害的影响”，禁止学生演奏。巴比罗利对现代音乐产生了浓厚的兴趣，他还和三位同学在学院男厕所秘密排练了拉威尔的弦乐四重奏。
从1916年到1918年，巴比罗利是伦敦的一名自由大提琴手。他回忆他第一次与管弦乐队合作是与女王音乐厅管弦乐团合作，巴比罗利还在比查姆和卡尔·罗莎歌剧公司的戏台上演奏，在剧院、电影院、酒店和舞厅的管弦乐队中演奏。第一次世界大战的最后一年，巴比罗利应征入伍，成为萨福克团的一名长枪下士。在这里的一个志愿者管弦乐队成立时，他有了第一次指挥的机会。
在军队中，为方便起见，巴比罗利采用了他名字的英文化形式。退伍后，他恢复了原来的名字，一直使用到1922年。
退伍后，巴比罗利恢复了他的大提琴演奏生涯。他于埃尔加大提琴协奏曲的联系始于1919年的首演，当时他是伦敦交响乐团的一名普通成员。不久後他作獨奏进行了这部作品的第二場演出。他作为大提琴手加入过两个新成立的弦乐四重奏：由他在三一时的同学塞缪尔·库彻（Samuel Kutcher）领导的库彻弦乐四重奏，和由安德烈·曼吉奥领导的音乐协会四重奏（后来称为国际四重奏）。他还与曼吉奥的四重奏组进行了几次早期广播。

### 職業生涯

#### 首个指挥职位
巴比罗利志在指挥。他是1924年成立歌手和演奏家室内乐团（Guild of Singers and Players Chamber Orchestra）的主要推动者，并于1926年受邀在切尔西的雪尼尔画廊指挥一个新的乐团，最初称为雪尼尔室内乐团（Chenil Chamber Orchestra），后来更名为约翰·巴比罗利室内乐团（John Barbirolli's Chamber Orchestra）。巴比罗利的音乐会给英国国家歌剧院的导演弗雷德里克·奥斯汀留下了深刻的印象，他在同年邀请巴比罗利与歌剧院合作进行一些演出。巴比罗利从未指挥过合唱团或大型管弦乐队，但他满怀信心地接受了。他在纽卡斯尔进行了首次歌剧指挥，指挥的是古诺的《罗密欧与朱丽叶》，几天后又演出了《阿依达》和《蝴蝶夫人》。在接下来的两年里，他频繁地在英国国家歌剧院指挥，并于1928年在科文特花园皇家歌剧院指挥《蝴蝶夫人》首次亮相。次年，他受邀在科文特花园的剧院国际乐季进行开幕演出，指挥了《唐·喬望尼》，演员包括马里亚诺·斯塔比尔、伊丽莎白·舒曼和赫德尔·纳什。
1929年，在财务问题迫使英国国家歌剧院解散后，科文特花园管理层成立了一家巡回演出公司来填补空缺，并任命巴比罗利为其音乐总监和指挥。在该公司的首次外出演出的歌剧包括《纽伦堡的名歌手》《罗恩格林》《波希米亚人》《蝴蝶夫人》《塞维利亚的理发师》《托斯卡》《法斯塔夫》《浮士德》《乡村骑士》《丑角》《游吟诗人》，以及英语演出的第一场《图兰朵》。在后来与公司的巡演中，巴比罗利有机会指挥更多的德国歌剧剧目，包括《玫瑰骑士》《特里斯坦与伊索尔德》和《女武神》。在他与巡回歌剧公司合作的岁月里，巴比罗利并没有忽视音乐厅的演出。1927年，他临时代替托马斯·比彻姆指挥伦敦交响乐团演出埃尔加的第二交响曲，赢得了作曲家的感谢。巴比罗利也得到了帕乌·卡萨尔斯的热烈赞扬，他们在同一场音乐会上演出了海顿的D大调大提琴协奏曲。他指挥了一场皇家爱乐协会的音乐会，音乐会上，拉尔夫·沃恩·威廉斯获得了协会的金牌，以及另一场协会的音乐会，演出古斯塔夫·马勒的音乐（在当时很少听到）《悼亡儿之歌》，由埃琳娜·格哈特担任独唱。尽管巴比罗利后来喜欢上了马勒的音乐，但在1930年代他认为这听起来很单薄。
当哈雷管弦乐团于1932年宣布其常任指挥汉密尔顿·哈蒂将花一些时间在海外进行指挥时，巴比罗利在哈蒂缺席的情况下被任命为乐团的四位客座指挥之一（另外三位是埃尔加、比查姆和皮埃尔·蒙特）。巴比罗利的曲目包括珀塞尔、戴留斯、莫扎特和弗兰克等作曲家的作品。1932年6月，巴比罗利与英国国家歌剧院成员、歌手玛乔丽·帕里（Marjorie Parry）结婚。1933年，他受邀成为苏格兰管弦乐团的指挥。当时，它并不像后来的苏格兰国家管弦乐团那样是一个永久性的乐团，而是每年有一个持续约六个月的演出季。巴比罗利在苏格兰管弦乐团工作了三个乐季，“让演奏和节目焕发活力，赢得了大多数人的好评”。尽管巴比罗利在英国的名气越来越大，但他的名字在国际上鲜为人知，1936年，当他受邀接替阿图罗·托斯卡尼尼指挥纽约爱乐乐团时，音乐界大多数人都大吃一惊。

#### 紐約愛樂指揮
到1936年春天，纽约爱乐乐团的管理面临一个问题。托斯卡尼离开以去NBC交响乐团寻求更高的报酬。威廉·富特文格勒接受了乐团的邀请来填补这个职位，但由于他继续在纳粹政府统治下的德国生活和工作，他在政治上无法让一部分爱乐乐团的观众接受。在纽约举行了抗议活动后，他感到无法接任这一任命。由于没有任何名气相媲美的指挥家可供选择，乐团邀请了5位客座指挥来分担演出季的工作。巴比罗利被分配到演出季的前十周，包括26场音乐会。接着是伊戈尔·斯特拉文斯基、乔治·埃内斯库和卡洛斯·查维斯，每人执导两周，最后由克利夫兰管弦乐团的阿图尔·罗津斯基执导八周。
巴尔比罗利在纽约的首场音乐会于1936年11月5日举行。曲目包括贝柏辽兹和阿诺德·巴克斯的短曲，以及莫扎特的第三十六号交响曲和勃拉姆斯的第四交响曲。在他的十周时间里，他编排了几个美国的新曲目，包括查尔斯·马丁·洛弗勒的交响诗《我的童年回忆》（Memories of My Childhood）、阿尼斯·弗莱汉的交响曲和菲利普·詹姆斯的《布雷特·哈特》（Bret Harte）序曲。他还指挥谢尔盖·库塞维兹基的低音大提琴协奏曲。乐手们告诉乐团管理层，他们很乐意任命巴尔比罗利担任永久职位。结果是他被邀请从1937-38乐季开始，担任为期三年的音乐总监和永久指挥。在职业生涯发生巨大变化的同时，巴比罗利的个人生活也发生改变。他的婚姻并未持续；在四年之内，他和玛乔丽已经分开居住。1938年她以遗弃为由起诉离婚，并于12月准予离婚。1939年，巴尔比罗利与英国双簧管演奏家伊芙琳·罗斯威尔结婚。这段婚姻持续了巴比罗利的余生。
巴比罗利在纽约期间的特点之一是定期编排现代作品。他进行了威廉·沃尔顿的第二《门面》组曲，以及本杰明·布里顿的安魂交响曲、小提琴协奏曲的世界首演；他还引入了雅克·伊贝尔，尤金·古森斯和阿瑟·布利斯，以及一些美国作曲家，包括塞缪尔·巴伯，迪姆斯·泰勒和丹尼尔·格雷戈里·梅森的作品。他演出的新作品并不前卫，但还是疏远了保守的订阅观众，在他早年的门票销量初步增加后，销量有所下降。巴尔比罗利也不得不应付正如《留声机》所描述的“在纽约有关方面的粗暴的新闻宣传希望将他赶下台”。有影响的评论家奥林·唐斯从一开始就反对巴尔比罗利的任命，他坚持认为，尽管“我们憎恶沙文主义”，但应该优先考虑“本土指挥家”。唐斯对爱乐乐团怀恨在心：在巴尔比罗利被任命前不久，唐斯被解雇，不再担任乐团著名的周日广播的评论员。他和作曲家维吉尔·汤姆森不断地写下对巴尔比罗利的贬低，不愉快地将他与托斯卡尼尼进行比较。但乐团管理层还是在1940年延长了巴尔比罗利的任命。1942年，当他的第二份合同即将到期时，他得到了1943-44乐季18场音乐会的邀请，洛杉矶爱乐乐团也邀请他成为其指挥，但他都没有接受，因为他已经决定返回英国。
巴比罗利离开的第一个原因是当地的音乐政治。他后来说：“那里的音乐家联盟……提出了一项新的规定，说每个人，甚至独奏家和指挥家，都必须成为会员。霍洛维茨、海菲兹和其他人对此感到震惊，但他们对此也无能为力。他们还说，指挥家必须成为美国公民。在战争期间，或者在任何时候，我都不能这样做。”他离开的第二个原因是，他强烈地感到英国需要他。1942年春天，他进行了一次危险的大西洋穿越：
战争爆发时我正在美国，担任纽约爱乐乐团的指挥。时任第一海务大臣的亚历山大写信给我说，与预期相反，音乐正在蓬勃发展，而人们想念我,我是否愿意回来。我很想回来，只是如何处理的问题。亚历山大去找丘吉尔，丘吉尔似乎说：“如果他够傻，就让他来吧”。我们花了23天时间乘坐水果商船过境，在我们75艘的船队中，只有32艘船抵达利物浦。为了音乐家们的利益，我与伦敦交响乐团和伦敦爱乐乐团在这里演奏了10个星期，然后乘坐一艘5000吨的费伊夫香蕉船回去了。我们一离开北爱尔兰就被U型潜艇发现了，但这种事情从来不让我担心，因为某种意义上说我是个宿命论者。无论如何，能回来真是太好了，能看到英国最伟大的一面，还能看望我的老母亲。
巴比罗利回到纽约，完成了他对爱乐乐团的合同义务。回国后不久，他收到了哈雷管弦乐团的邀请，希望成为该乐团的指挥。该乐团因缺乏演奏家而面临解散，巴尔比罗利抓住了这个机会帮助了它。

#### 哈雷管弦乐团
1943年，巴比罗利再次横渡大西洋，侥幸躲过一劫：巴比罗利与演员莱斯利·霍华德一起从里斯本转机，而后者希望将自己的航班推迟几天。巴尔比罗利的飞机安全着陆，而霍华德的飞机则被击落。在曼彻斯特，巴尔比罗利立即着手恢复哈雷乐团的工作。乐团的演奏家数量减少到30人左右。大多数年轻的演奏家都在军队中服役，而且为了解决短缺问题，乐团管理层终止了许多乐手同时担任BBC北部管弦乐团成员的安排。哈雷乐团管理层决定，其乐团必须效仿利物浦爱乐乐团的做法，哈雷乐团的前指挥马尔科姆·萨金特已经将利物浦爱乐改造成一个全职的常设乐团。只有四位之前与BBC共用的乐手选择加入哈雷。
《泰晤士报》后来这样描述巴尔比罗利为乐团采取的第一次行动：“在几个月无休止的试演中，他重建了哈雷乐团，接受任何优秀的演奏者，无论其音乐背景如何——他找来了一个学生作第一长笛，一个女教师演奏圆号，以及从曼彻斯特地区的铜管乐队和军乐队招募来的各种铜管演奏者……。重生后的哈雷乐团的首场音乐会不负哈雷乐团的盛名。”《音乐时报》也指出：“从他最早与乐团合作的日子起，他的弦乐音色就立即引起了人们的注意和尊重。有一种炽热的烈度和炽热的温暖，宣告他是天生的弦乐教练。”巴比罗利保留了他在培训乐团方面的声誉：在他去世后，他之前的一位乐手评论说：“如果你想获得管弦乐的经验，从约翰·巴比罗利的哈雷乐团开始，你就会终身受益。”在更远的地方，欧洲和美国的评论家、观众和演奏家都对巴尔比罗利执掌乐团后的演奏水平的提高作出了评价。后来，他将自己的教学技能扩展到了皇家音乐学院，从1961年开始负责学生乐团的教学。
巴比罗利拒绝了接受更有声望和更有利可图的指挥职位的邀请。在他接管哈雷乐团后不久，他收到了赞助商的邀请，雄心勃勃地计划让他负责伦敦交响乐团，并且在20世纪50年代初，BBC试图招募他加入BBC交响乐团。同样在20世纪50年代初，皇家歌剧院院长大卫·韦伯斯特希望他能成为那里的音乐总监。1951-1953年，巴比罗利为韦伯斯特指挥了六部歌剧：《图兰朵》、《阿依达》、《奥菲欧与尤里狄斯》、《特里斯坦与伊索尔德》、《波希米亚人》和《蝴蝶夫人》，但他拒绝了从哈雷离去的招揽。他的传记作者查尔斯·里德写道：“他的曼彻斯特王国确实是一个王国。他在选择节目时没有被束缚，也没有被牵着鼻子走。总的来讲，他只指挥自己喜欢的东西……。他的王国近似于一个指挥家的天堂。”然而，1958年，在把乐团建立了起来并不断进行巡回演出，每年指挥多达75场音乐会之后，他安排了一个不那么繁重的时间表，使他有更多的时间作为客座指挥出现在其他乐团中。他还出现在维也纳国立歌剧院和罗马歌剧院，1969年他在那里指挥了《阿依达》。1960年，他接受邀请，接替利奥波德·斯托科夫斯基担任德克萨斯州的休斯顿交响乐团的首席指挥，他一直担任这一职务到1967年，在哈雷乐团的演出间隙，每年的初春和深秋在那里总共指挥12周。1961年，他开始了与柏林爱乐乐团的定期合作，这种合作一直持续了他的余生。
从1953年起，巴尔比罗利和哈雷乐团定期出现在伦敦皇家阿尔伯特音乐厅的亨利·伍德逍遥音乐会上。除了主流曲目外，他们每年还举办维也纳作曲家音乐的音乐会，包括弗朗兹·莱哈尔和小约翰·施特劳斯，这与马尔科姆·萨金特每年的吉尔伯特与萨利文之夜一样，迅速成为逍遥音乐会的最爱。在1958年的一场逍遥音乐会上，巴尔比罗利和哈雷乐团演奏了查尔斯·哈雷在1858年与乐团举行的第一场音乐会的复制品。
巴比罗利对新音乐的兴趣在战后几年减弱，但他和哈雷乐队定期出现在切尔滕纳姆音乐节上，在那里他首演了威廉·阿尔文、理查德·阿内尔、阿瑟·本杰明、彼得·拉辛·弗里克、戈登·雅各布、阿兰·罗斯特霍恩、肯尼斯·莱顿等人的大多为传统风格的新作。在1958年的一百周年纪念中，哈雷乐团委托了几部新作品，并在英国首演了沃尔顿的炫技性套曲《帕提塔》。巴比罗利越来越专注于他的核心曲目，包括标准的经典交响乐、英国作曲家的作品和晚期浪漫主义音乐，特别是马勒的作品。1960年代，他与爱乐乐团（拉丁美洲，1963年）、BBC交响乐团（捷克斯洛伐克、波兰和苏联，1967年）和哈雷乐团（拉丁美洲和西印度群岛，1968年）进行了一系列的国际巡演。令他长期失望的是，事实证明，他一直无法带领哈雷乐团在美国进行巡演。
1968年，在哈雷工作了25年后，巴尔比罗利从首席指挥的位置上退了下来；在他有生之年没有任命继任者。他被任命为乐团的桂冠指挥。虽然减少了与哈雷乐团合作的次数，但还是在1968年带领乐团进行了另一次欧洲巡演，这次是在瑞士、奥地利和德国。在他的最后几年里，他有一个明显的倾向，那就是以牺牲作品的整体性为代价，专注于细节。他的忠实朋友和崇拜者、评论家内维尔·卡杜斯在1969年私下写道：“他似乎非常喜欢一个乐句，以至于他在它上面徘徊，爱抚它；与此同时，总的势头也失去了。”在最后一年，即1970年，他被心脏问题所困扰；他在4月、5月、6月和7月都出现了晕倒的情况。他的最后两场音乐会是在1970年金斯林音乐节上与哈雷乐团合作举行的。他对埃尔加的《第一交响曲》和《海景》进行了“启发式”的演绎。他在公开场合指挥的最后一部作品在他去世前的星期六指挥的贝多芬的《第七交响曲》。在他去世的那天，即1970年7月29日，他花了几个小时为新爱乐乐团排练，准备参加他预定的日本巡演。
巴比罗利在伦敦的家中因心脏病发作而去世，享年70岁。火化后骨灰被安放在他父母在伦敦肯瑟格林公墓的墓地，不过后来被转移到隔壁的圣玛丽天主教墓地（St Mary's Catholic Cemetery）。因他去世而受阻的计划包括在皇家歌剧院演出《奧泰羅》，这将是他近20年来在那里的首次亮相，并为EMI录制歌剧，包括普契尼的《玛侬·莱斯卡》和威尔第的《法斯塔夫》。

## 作品

### 錄音
- Tchaikovsky: the Great Symphonies (Nos. 4–6). HMV/Urania, 1957–9.
- Elgar: Introduction and allegro for strings, Serenade for strings; Vaughan Williams: Tallis fantasia etc. HMV ASD 521.（企鹅三星帶花）[註 7]

### 傳記
- Reid, Charles "John Barbirolli: a biography" Taplinger Pub. Co (1971)ISBN 0800844084

## 評價
巴比羅利詮釋艾爾加、沃恩-威廉斯和馬勒很著名，另外他也詮釋了舒伯特、貝多芬、威爾第和普契尼的作品。他也堅定支持英國作曲家的新作品，他對此的提倡可以媲美阿德里安·鲍尔特和亨利·伍德。